# سوق الثلاثاء (صعفان)

تعديل مصدري - تعديل

سوق الثلاثاء هي إحدى قرى عزلة الجرواح بمديرية صعفان التابعة لمحافظة صنعاء، بلغ تعداد سكانها 39 نسمة حسب تعداد اليمن لعام 2004.